# Biblioteca Popular Gabino Teira
La Biblioteca Popular Gabino Teira está ubicada en la ciudad de Torrelavega, en Cantabria (España).

## Edificio

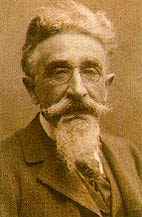
Después de la Guerra Civil, la biblioteca pasó a llamarse biblioteca José María de Pereda, en honor al novelista cántabro.

La biblioteca, ubicada en el antiguo palacio de los condes de Torreanaz, es un edificio de 4 plantas y estilo francés, construido en 1880 y que posee una superficie de 840 m². Antiguamente sus jardines ocupaban lo que es actualmente el Teatro Concha Espina.

## Historia
La biblioteca nació con la denominación Biblioteca Popular, en el año 1927, merced al entusiasmo y preocupación por la vida cultural de la ciudad de un grupo de torrelavegenses, entre los que se encontraban Gabino Teira Herrero. Fue inaugurada el 13 de noviembre, corriendo el discurso de rigor a cargo de Víctor de la Serna, quien dirigiéndose a sus fundadores y propietaros señaló "Uno de los lujos modernos y nobles que vosotros os habéis permitido con vuestro dinero es el de haber creado una biblioteca, esta biblioteca para el pueblo".
En efecto, el propósito de sus fundadores fue el de promocionar la cultura entre el pueblo, de ahí que desde el principio funcionara esta entidad como Biblioteca de Préstamo, como igualmente se procuró, no ya acercar los libros a la gente, sino también organizar conferencias, recitales, exposiciones, desprovisto todo ello de cualquier atisbo de protagonismo político y social o de intención sectaria.
Rafael Alberti dio un recital en 1928, antes de pasar unos días en Tudanca, invitado por José María de Cossío. Expusieron también sus cuadros José Gutiérrez Solana y Antonio Quirós. En esta biblioteca inició José Luis Hidalgo su carrera de escritor y poeta.
La Biblioteca Popular se cerró al público en el año 1937 con motivo de la guerra civil española, finalizada la cual, el Ayuntamiento de Torrelavega se hizo cargo de la misma, siendo nombrada Biblioteca José María de Pereda, en honor al novelista José María de Pereda. La biblioteca pasó así a integrarse en la red de Centro Provincial Coordinador de Bibliotecas, de cuyos fondos se fue nutriendo en el tiempo.
Finalmente en el año 1988 el Pleno de la Corporación aprueba la denominación Biblioteca Popular Gabino Teira, en honor a uno de sus socios fundadores.

## Colecciones
La biblioteca cuenta actualmente con bebeteca (libros de 0 a 4 años), colección infantil, colección juvenil, novela, cómic, poesía, videoteca de cine español e internacional, audiolibros, grabaciones sonoras, secciones de filosofía, psicología, ciencias naturales, ciencias aplicadas, arte, teatro, viajes, biografías, religión y ciencias sociales.
Destaca el fondo local con obras referidas a Torrelavega, de autores locales o publicadas en la ciudad.

## Equipamiento
La biblioteca cuenta con prensa diaria, servicio de reprografía, terminales de acceso a internet y wifi para sus usuarios.